# Nausea (canción)
«Nausea» es una canción del músico estadounidense Beck, lanzada como primer sencillo del álbum The Information en 2006. La canción alcanzó el puesto #13 en el Billboard Modern Rock Tracks. La canción hizo su debut en vivo el 24 de mayo de 2006 en Davis, California. "Nausea" es principalmente una canción acústica con elementos de funk, de punk rock, y un pesado uso de distintas percusiones. Beck dijo que quiso que la canción "sonara a The Stooges en América del Sur".

## Video musical
Ha habido cuatro videos musicales para esta canción. El primero de ellos fue hecho para la edición de lujo de The Information que viene con un DVD gratis con videos de bajo presupuesto de todas las canciones del álbum. En este video, Beck está tocando en una mansión con gente detrás de él tocando guitarras. El segundo video, uno de los más famosos, muestra a Beck caminando por una calle con gente de la ciudad que resulta ser un set para el video musical. El tercero cuenta con Beck y su banda como marionetas (usadas durante sus conciertos) tocando la canción . El cuarto era un video de skateboarding en el cual él no apareció.

## En la cultura popular
- La canción aparece en la película Repo Men, del año 2010.
- Se interpretó en el Late Show with David Letterman, durante el cual Sacha Baron Cohen hizo una aparición como Borat tocando el berimbau. Antes de la actuación, Letterman mostró una copia de The Information con una pegatina de su rostro en la parte delantera.
- Beck interpretó "Nausea" en Saturday Night Live en 28 de octubre de 2006.

## Lista de canciones
1. «Nausea» - 02:54